# Hosam Bakr Abdin
Hosam Bakr Abdin (26 de outubro de 1985) é um boxeador egípcio que ganhou bronze nos Jogos Pan-Africanos de 2007 e, mais tarde se qualificou para as Olimpíadas.